# Brus, Korsnäs
För andra betydelser, se Brus (olika betydelser).
Brus är en ö i Finland. Den ligger i Norra kvarken och i kommunen Korsnäs i den ekonomiska regionen  Vasa i landskapet Österbotten, i den västra delen av landet. Ön ligger omkring 38 kilometer sydväst om Vasa och omkring 370 kilometer nordväst om Helsingfors.
Öns area är 4 hektar och dess största längd är 380 meter i nord-sydlig riktning.